# Токі (Ґіфу)

35°21′9″ пн. ш. 137°11′0″ сх. д. / 35.35250° пн. ш. 137.18333° сх. д.
То́кі (яп. 土岐市, ときし, МФА: [tokʲi̥ ɕi]) — місто в Японії, в префектурі Ґіфу.

## Короткі відомості
Розташоване в південно-східній частині префектури, на березі річки Токі. Виникло на основі сільських поселень раннього нового часу. Засноване 1 лютого 1955 року шляхом об'єднання населених пунктів повіту Токі — містечок Даті, Токіцу, Оросі, Цумаґі й Ідзумі з селами Хіда, Цурусато й Соґі. Основою економіки є сільське господарство, харчова промисловість, виробництво електроприладів. Традиційне ремесло — виготовлення міноської кераміки. Станом на 1 квітня 2009 площа міста становила 116,01 км². Станом на 1 липня 2011 населення міста становило 60 204 осіб.

## Демографія
За даними японського перепису населення, населення Токі поступово зменшувалося протягом останніх 40 років.